# Syntrichia napoana
Syntrichia napoana là một loài Rêu trong họ Pottiaceae. Loài này được (De Not.) Cano & M. T. Gallego mô tả khoa học đầu tiên năm 2008.